# Каванела д'Адиђе (Венеција)
Каванела д'Адиђе (итал. Cavanella d'Adige) је насеље у Италији у округу Венеција, региону Венето.
Према процени из 2011. у насељу је живело 327 становника. Насеље се налази на надморској висини од 1 м.